# Liste der Naturdenkmale in Schönwalde-Glien
Die Liste der Naturdenkmale in Schönwalde-Glien enthält alle Naturdenkmale der brandenburgischen Gemeinde Schönwalde-Glien und ihrer Ortsteile im Landkreis Havelland, welche durch Rechtsverordnung geschützt sind. (Stand: 2014)
In den Spalten befinden sich folgende Informationen:
- Nr.: Identifizierungsnummer nach veröffentlichter Liste. Sie wird von der unteren Naturschutzbehörde des Landkreises oder der kreisfreien Stadt vergeben. Wenn sie bekannt ist, wird sie angegeben. In dieser Spalte kann sich zusätzlich das Wort Wikidata befinden, der entsprechende Link führt zu Angaben zu diesem Naturdenkmal bei Wikidata.
- Bezeichnung: Benennung des Naturdenkmals, in der Regel wird bei Bäume die Baumart genannt. Bekannte Eigennamen werden mit angegeben.
- Gemarkung: Ort oder Gemarkung, in der sich das Naturdenkmal befindet
- Lage: Nennt die Lage des Naturdenkmals im jeweiligen Ortsteil und die geografischen Koordinaten des Naturdenkmals. Link zu einem Kartenansichtstool, um Koordinaten zu setzen. In der Kartenansicht sind Naturdenkmale ohne Koordinaten mit einem roten beziehungsweise orangen Marker dargestellt und können in der Karte gesetzt werden. Denkmale ohne Bild sind mit einem blauen bzw. roten Marker gekennzeichnet, Denkmale mit Bild mit einem grünen beziehungsweise orangen Marker.
- Beschreibung: die Beschreibung des Naturdenkmales
- Schutzzweck: Erläutert den Grund der Unterschutzstellung
- Bild: Zeigt ein Bild des Naturdenkmales und gegebenenfalls ein Link zu weiteren Fotos im Medienarchiv Wikimedia Commons

## Grünefeld
| Bild | Bezeichnung     | Lage | Beschreibung | Schutzzweck | Nummer |
| ---- | --------------- | --- | --- | ----------- | ------ |
| BW   | Grünefeld-Linde | Grünefeld, Am Rand der Dorfstraße vor dem evangelischen Pfarramt 1/129 (52° 40′ 29,8″ N, 12° 58′ 6,9″ O) | eine der ältesten und urwüchsigsten Linden im Landkreis; Ortsbild-Prägung; besonders markanter Baum - großer Baum; Höhe etwa 28 Meter mit breit ausladender Krone; geringer Anteil von trockenen Ästen und Zweigen; Vitalität II - Alter geschätzt 220 Jahre - Stammumfang: 555 - Ratsbeschluss vom 12. Januar 1978 |             | 0100 B |

## Paaren im Glien
| Bild                                    | Bezeichnung             | Lage                                                                                                | Beschreibung | Schutzzweck | Nummer |
| --------------------------------------- | ----------------------- | --------------------------------------------------------------------------------------------------- | --- | ----------- | ------ |
| Direkt Bild zu diesem Denkmal hochladen | Eiche am Leitsackgraben | Paaren im Glien, Am Gestellweg westlich der Leitsackbrücke 13/012 ()                                | Repräsentant seiner Art; Ortsbild-Prägung; besonders markanter Baum - Totholzanteil mittel; Anfahrschäden; Astwunden am Kronenansatz; Vitalität II - Alter geschätzt 250 Jahre - Stammumfang: 475 - Beschluss 0127 vom 30. Juli 1986                   |             | 0134 B |
| Direkt Bild zu diesem Denkmal hochladen | Alte Eiche              | Paaren im Glien, Östlich der Schweinebrücke (etwa 900 Meter) am „Langen Horstweg“ im Wald 13/025 () | Zeugnis früherer Kulturlandschaftsbewirtschaftung; eine der mächtigsten Eichen im Landkreis; besonders markanter Baum - Baum ist abgestorben; Standsicherheit vorhanden - Alter etwa 250 Jahre - Stammumfang: 589 - Beschluss 0014 vom 7. Februar 1990 |             | 0137 B |

## Perwenitz
| Bild | Bezeichnung | Lage                                                                                         | Beschreibung | Schutzzweck | Nummer |
| ---- | ----------- | -------------------------------------------------------------------------------------------- | --- | ----------- | ------ |
| BW   | Hänge-Buche | Perwenitz, Kirchgarten in Perwenitz (Eingangsbereich) 5/24 (52° 39′ 35,5″ N, 13° 0′ 44,9″ O) | Bepflanzung einer ehemaligen Erbbegräbnisstätte der Familie Kienitz; historisch gut dokumentiert; besonders markanter Baum; in Größe und Gestalt im Havelland selten - im Kroneninnern vermehrt Totholz durch Ausdunkeln vorhanden; sehr gute Vitalität - Stammumfang: 274 - Beschluss 0017/14 vom 29. September 2014 |             | 0141 B |

## Schönwalde
| Bild                                    | Bezeichnung           | Lage | Beschreibung | Schutzzweck | Nummer   |
| --------------------------------------- | --------------------- | --- | --- | ----------- | -------- |
| Weitere Bilder Fotos hochladen          | Eiche am Schwanenkrug | Schönwalde-Dorf, Im Hof der Gaststätte „Schwanenkrug“ 17/011 (52° 36′ 2,8″ N, 13° 8′ 17,6″ O)                    | Repräsentant seiner Art am Historischen Ort; Ortsbild-Prägung; historischer Bezug - Stamm ist gerade und teilt sich in etwa drei Meter Höhe in mächtige 22 Meter breite Krone; Standort ist nicht gut: etwa 50 % des möglichen Wurzelraumes sind versiegelt; ein Nebengebäude steht unmittelbar auf dem Wurzelbereich sehr dicht neben dem Baum; in Krone Astmorschung durch einen älteren Astausbruch - Alter geschätzt 280 Jahre - Stammumfang: 540 - seit 1962 im Kataster |             | 0086/1 B |
| Weitere Bilder Fotos hochladen          | Hirschkopfeichen      | Schönwalde-Dorf, Gegenüber der Gaststätte „Schwanenkrug“ an einem Radweg 17/001 (52° 36′ 0,5″ N, 13° 8′ 13,5″ O) | Repräsentant seiner Art am historischen Ort; Ortsbild-Prägung; besonders markanter Baum; historischer Standort - ein Baum der Baumgruppe stellt Besonderheit dar: Etwas zurückgesetzt im Wald steht mit 6,25 Meter der mächtige Stamm der Hirschkopfeiche (benannt aufgrund von Astwucherung, die einem Hirschkopf ähnelte). Vom Baum ist nur noch ein kronenloser Stamm vorhanden; abplatzende Rinde am Stamm zug- und druckseitig; starke Stammmantelrisse; Zerfallsprozess durch komplette Wurzelzersetzung, große Ausfaulungen und zahlreiche Fruchtkörper unterschiedlicher Pilzarten. Die anderen Bestandsmitglieder der Baumgruppe sind prachtvolle Eichen mit guter Vitalität und nur wenigen Defekten. - Alter geschätzt 280 Jahre - Stammumfang: 420, 625, 516, 514, 445 - seit 1962 im Kataster |             | 0086 BG  |
| Direkt Bild zu diesem Denkmal hochladen | Schönwalder-Eiche     | Schönwalde-Dorf, Am Weg „Zur Schleuse“, etwa 100 Meter nördlich im Wald hinter einer Höhe 29/202 ()              | Repräsentant seiner Art; dokumentiert den ehemaligen Eichenbestand im Schönwalder Waldgebiet; besonders markanter Baum - Stamm- und Stockfäule sowie Rindenrisse und Faserstauchungen; Kriechbruch; Vitalität III - Alter geschätzt 200 Jahre - Stammumfang: 474 - Beschluss 0172 vom 21. Dezember 1983 |             | 0120 B   |

## Wansdorf
| Bild | Bezeichnung                              | Lage                                                                   | Beschreibung | Schutzzweck | Nummer  |
| ---- | ---------------------------------------- | ---------------------------------------------------------------------- | --- | ----------- | ------- |
| BW   | Zwölfstämmige Buche (Zwölf-Brüder-Buche) | Wansdorf, Im Wald bei Wansdorf 1/018 (52° 39′ 19,2″ N, 13° 4′ 14,4″ O) | besondere Wuchsform stellt Besonderheit dar; einzigartig in der Umgebung und im Landkreis; Ortsbild-Prägung - Zwölf Buchen zu einem Baum zusammengewachsen; einige Druckzwiesel beginnen in den Vergabelungen auszufaulen; besonders auffällig sind Schnittzungen an den Stämmlingen; Vitalität II - Alter geschätzt 100 Jahre - besonders markanter Baum - Ratsbeschluss vom 3. April 1969 500-80/69 |             | 0093 BG |